# Kazuhiro Sano
Kazuhiro Sano (佐野和宏, Sano Kazuhiro, né en 1956) est un réalisateur, un scénariste et un acteur japonais célèbre pour ses films roses des années 1990. Avec les réalisateurs Takahisa Zeze, Toshiki Satō et Hisayasu Satō, ils sont tous les quatre surnommés « les quatre divins rois du rose » (ピンク四天王, pinku shitenno). Les films de Sano diffèrent des autres films roses de l'époque car, bien que n'étant pas nécessairement optimistes, ils sont plus intéressés par les rapports entre personnes et le romantisme que par la violence et le sadisme.

## Biographie et carrière
Kazuhiro Sano est né en 1956. Il est étudiant à l’université Meiji (明治大学 meiji daigaku, ou 明大 meidai en abrégé). C'est pendant son séjour à l'université que Seno s'intéresse au cinéma en tant qu'acteur du film documentaire Crazy Thunder Road (1980) réalisé par Sogo Ishii. Toei produira ce film théatralement plus tard. Remarquant Sano dans le film, le réalisateur Mamoru Watanabe, vieux routier des pinku eigas, lui offre un rôle dans Dark Hair Velvet Soul (1982). Sano est l'acteur de plusieurs films réalisés par Kazuo "Gaira" Komizu et par Hisayasu Satō avant de devenir lui-même réalisateur. Sano réalise son premier film, Capturing: Dirty Foreplay, en 1989. Il en est l'acteur et également le scénariste comme pour la grande majorité de ses productions.

## Filmographie (partielle et en tant que réalisateur)
La filmographie est extraite de:
- (en) Thomas Weisser et Yuko Mihara Weisser, Japanese Cinema Encyclopedia : The Sex films, 1998, pp. 457-462, Chapitre : Spotlight : Four Kings of Pink (Kazuhiro Sano), éditeur : Vital Books : Asian Cult Cinema Publications, Miami, 1998, 637 p. (ISBN 978-1-889288-52-9);
- « Kazuhiro Sano » (présentation), sur l'Internet Movie Database;
- (en) Thomas Weisser et Yuko Mihara Weisser, Japanese Cinema Encyclopedia : The Sex films, 1998, p. 462, Chapitre : Spotlight : Four Kings of Pink (Kazuhiro Sano), éditeur : Vital Books : Asian Cult Cinema Publications, Miami, 1998, 637 p. (ISBN 978-1-889288-52-9);

| Titre du film | Titre donné au film par Sano                                         | Producteur      | Parution          |
| --- | -------------------------------------------------------------------- | --------------- | ----------------- |
| Capturing: Dirty Foreplay 監禁 ワイセツな前戯 Kankin: Waisetsuna Zengi                                                  | Last Bullet                                                          | Kokuei/Shintōhō | 11 novembre 1989  |
| Wife's Masturbation: Sweet Tingle 人妻ＯＮＡＮＩＥ 甘い痺れ Hitozuma Onanie: Amai Shibire                               | Destroy the Evil                                                     | Kokuei/Shintōhō | Mars 1990         |
| Young Wife: Modest Indecency 若妻 しとやかな卑猥 Wakazuma Shitoyakana Hiwai                                             | Jealousy                                                             | Kokuei/Shintōhō | Octobre 1990      |
| Perverted Sex Play: "Tease Me Dirty!" 変態性戯 みだらに苛めて！ Hentai Seigi: Midarani Ijimete                          | Yokohama's Long Good-bye                                             | Kokuei/Shintōhō | 2 février 1991    |
| Ripe Sex Play: Tingle" 爛熟性戯うずく Kanjuku Seigi: Uzuku                                                              | Run! Keep Running!                                                   | Kokuei/Shintōhō | 29 juin 1991      |
| Promiscuous Wife in Heat 発情不倫妻 Hatsujo Furinzuma                                                                   | Tokyo Dada: No More Nevermore                                        | Kokuei/Shintōhō | 31 août 1991      |
| Group Molesters: Peeping on the Housewife 集団痴漢 人妻覗き Shudan Chikan: Hitozuma Nozoki                              | You Can Hold Her for as Long as Waves Roll in the Ocean... Bullshit! | Kokuei/Shintōhō | 23 novembre 1991  |
| Molester: Indecent Peeping 痴漢わいせつ覗き Chikan Waisetsu Nozoki                                                      | Under the Carp Burner                                                | Kokuei/Shintōhō | 4 avril 1992      |
| Molester: Peeping on Masturbation 痴漢ＯＮＡＮＩＥ覗き Chikan Onanie Nozoki                                             | Woman Who Clings                                                     | Kokuei/Shintōhō | 11 juillet 1992   |
| Pervert: Telephone Masturbation 変態テレフォンＯＮＡＮＩＥ Hentai: Telephone Onanie                                     | Don't Let It Bring You Down                                          | Kokuei/Shintōhō | 11 juillet 1992   |
| Adultery, Mother & Daughter 不倫・母・娘 Furin, Haha, Musume                                                            | Japanese Tragi-Comedy                                                | Kokuei/Shintōhō | 28 mai 1993       |
| Secret Spot: Horny Massage 性感極秘マッサージ 全身愛撫 Seikan Gokuhi Massage: Zenshin Aibu                              | Taste of Pumpkin                                                     | Kokuei/Shintōhō | 1er novembre 1993 |
| Mad Affair: Promiscuous Wife 狂乱不倫妻 熱いうめき Kyoran Furin-zuma: Atsui Umeki                                       | Sea Roar: or We Can't Walk Backwards                                 | Kokuei/Shintōhō | 30 septembre 1994 |
| Bliss of Young Sex: Good Afternoon, Clitoris 青春の悶絶 こんにちはクリスチャン Seishun no Monzetsu: Konnichiwa Cli-chan | Break on Through                                                     | Kokuei/Shintōhō | 28 juillet 1995   |
| Entrails of a Ripe Woman: Scarlet Crevice 熟女のはらわた 真紅の裂け目 Jukujo no Harawata: Shinku no Sakeme              |                                                                      | Kokuei/Shintōhō | 26 septembre 1997 |

## Sources
- « (en) Kazuhiro Sano », Allmovie (consulté le 22 octobre 2008);
- « (en) KAZUHIRO SANO », The Complete Index to World Film (consulté le 16 septembre 2008);
- « Kazuhiro Sano » (présentation), sur l'Internet Movie Database;
- « (ja) 佐野和宏 (Sano Kazuhiro) », Japanese Movie Database (consulté le 22 octobre 2008);
- (en) Thomas Weisser et Yuko Mihara Weisser, Japanese Cinema Encyclopedia : The Sex films, 1998, pp. 457-462, Chapitre : Spotlight : Four Kings of Pink (Kazuhiro Sano), éditeur : Vital Books : Asian Cult Cinema Publications, Miami, 1998, 637 p. (ISBN 978-1-889288-52-9)